# Hano (Lied)
Hano ist ein Popsong des bosnischen Musikers Nino Pršeš aus dem Jahr 2001. Der Text ist Bosnisch und Englisch. Pršeš vertrat mit dem Song Bosnien und Herzegowina beim Eurovision Song Contest 2001 in Kopenhagen. 2003 erschien es auch auf seinem Album Jedan kroz jedan.

## Komposition

### Text
Der Text wurde von Pršeš selbst geschrieben. Die ersten beiden Strophen und der erste Refrain sind in bosnischer Sprache, die dritte und vierte Strophe sowie die Wiederholung des Refrains in englischer Sprache. Am Ende des Liedes wiederholt Pršeš den bosnischen Refrain. Der Text handelt von der unerwiderten Liebe zu dem Mädchen Hannah. Ungeachtet dessen, was passiert, und selbst wenn er dem Mädchen seine Liebe gestehe, sie würde es nicht interessieren, nicht einmal mit der Wimper zucken (ti ne bi brinula, ne bi okom trepnula). Sie sagt ihm sogar, er solle gehen (you keep telling me to let you go), aber er kann nicht, weil er sie so sehr liebt (I love you so – so much, I’m gonna die).

### Komposition
Auch die Komposition stammt von Nino Pršeš.

## Beim Eurovision Song Contest
Beim Eurovision Song Contest in Kopenhagen wurde Pršeš mit seinem Lied auf den dritten Startplatz gelost. Bei der anschließenden Punktevergabe erhielt er Wertungen aus fünf Ländern, darunter 10 Punkte aus Kroatien und jeweils 7 Punkte aus Dänemark und aus Slowenien. Am Ende belegte er mit 29 Punkten den 14. Platz.